# Oleg Artemiev
Oleg Guermanovitch Artemiev (en russe : Олег Германович Артемьев), né le 28 décembre 1970 à Riga, en Lettonie soviétique, est un cosmonaute russe de l'agence spatiale fédérale russe, vétéran de trois missions de longue durée vers la Station spatiale internationale.

## Biographie
Diplômé de l'école polytechnique de Talinn en 1990, il a servi en 1990-91 dans les rangs de l'armée soviétique à Vilnius. En 1998, il a été diplômé de l'Institut technique de Bauman à Moscou et a été embauché par RKK Energia, en particulier comme ingénieur de test.

## Carrière àRoscosmos

### Sélection
Artemiev a été sélectionné comme cosmonaute en 2003 dans le groupe civil RKKE-15 par l'agence spatiale russe Rosaviakosmos (aujourd'hui Roscosmos). Son entraînement de base s'est terminé deux ans plus tard.

### Entrainements complémentaires
En 2006, il a participé à des entraînements de survie et à des procédures d'urgence Soyouz avec les astronautes Michael Barratt et Sandra Magnus. En juin 2006 Artemiev, Iouri Lontchakov et Oleg Skripotchka ont participé à d'autres entraînements de survie, en cas de retour du Soyouz dans l'eau cette fois à Sébastopol puis Artemiev s'est encore entraîné avec Sergueï Revine et le touriste spatial Charles Simonyi en janvier 2007. En 2008, il a fait partie de l'équipe de test de la combinaison spatiale Orlan-MK.

### Mars500
Du 31 mars 2009 au 14 juillet 2009, il a participé à la première mission (105 jours) du programme Mars500, simulant les conditions d'une mission vers Mars. Parmi ses coéquipiers figurait Serguei Riazanski, cosmonaute russe aussi sélectionné en 2003. 

### À Baïkonour
Artemiev a ensuite travaillé à Baïkonour de 2010 à 2011 sur les lanceurs Soyouz. Il a été opérateur pour les missions Soyouz TMA-01M et Soyouz TMA-21 en 2011

### Missions spatiales
Artemiev a ensuite participé à trois missions de longue durée vers la Station Spatiale Internationale (ISS).

#### Expéditions 39et40(2014)
Il décolle sur le Soyouz TMA-12M et devient ingénieur de vol des expéditions 39 et 40 de l'ISS du 25 mars au 11 septembre 2014. Il réalise deux sorties extravéhiculaire avec Aleksandr Skvortsov pour un total de 12h34 min lors de cette mission.

#### Expéditions 55et56(2018)
Le 21 mars 2018, il est commandant de la mission Soyouz MS-08, et participe aux expéditions 55 et 56 de l'ISS. Au cours de cette mission, il participe à une activité extravéhiculaire avec son collègue Sergueï Prokopyev.

#### Expéditions 66et67(2022)
Le 18 mars 2022, Artemiev repart vers l'ISS comme commandant du Soyouz MS-21 pour participer aux Expéditions 66 et 67. Il réalise cinq sorties extravéhiculaires lors de cette mission, en compagnie de Denis Matveev pour quatre d'entre elles et de Samantha Christoforetti pour l'une d'elle.

### Autre
En février 2016, le cosmonaute a reçu le titre de Héros de la fédération de Russie.

## Galerie

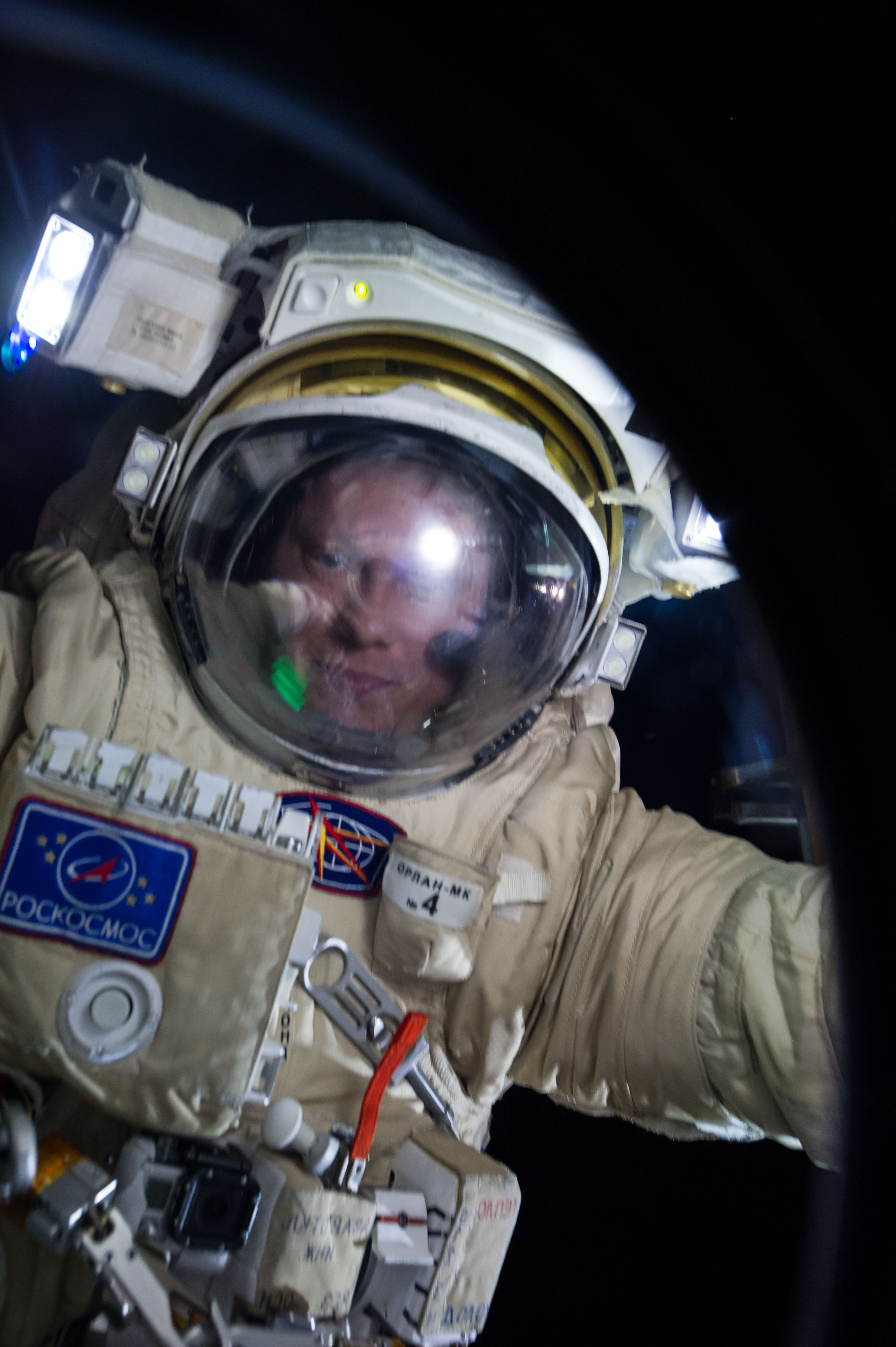
Lors de la deuxième activité extravéhiculaire (EVA) de sa première mission. Skvortsov et Artemiev ont lâché un microsatellite, inspecté l'extérieur de l'ISS et changé des expériences externes.
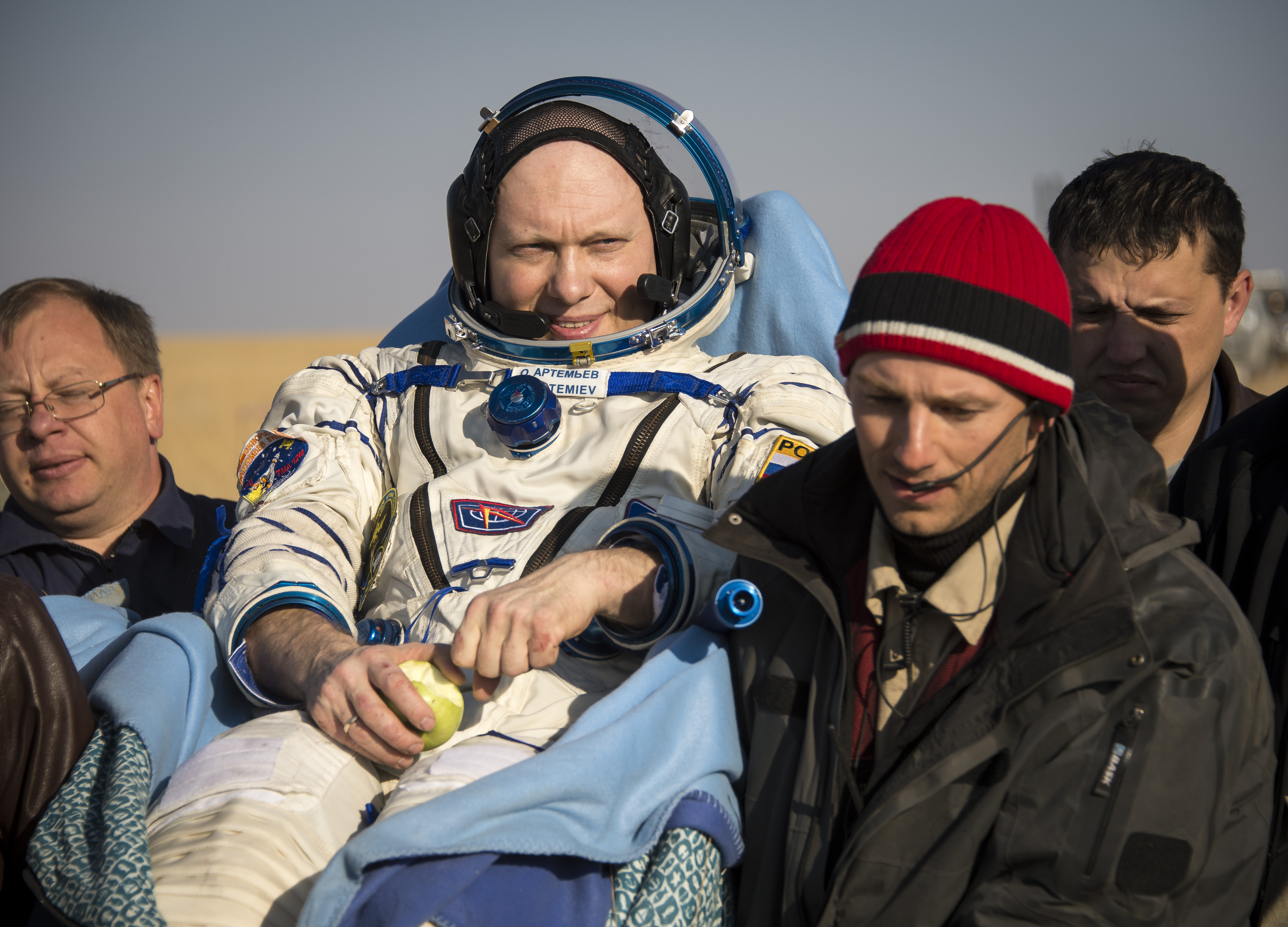
Après son retour dans les steppes kazakhes en 2014.
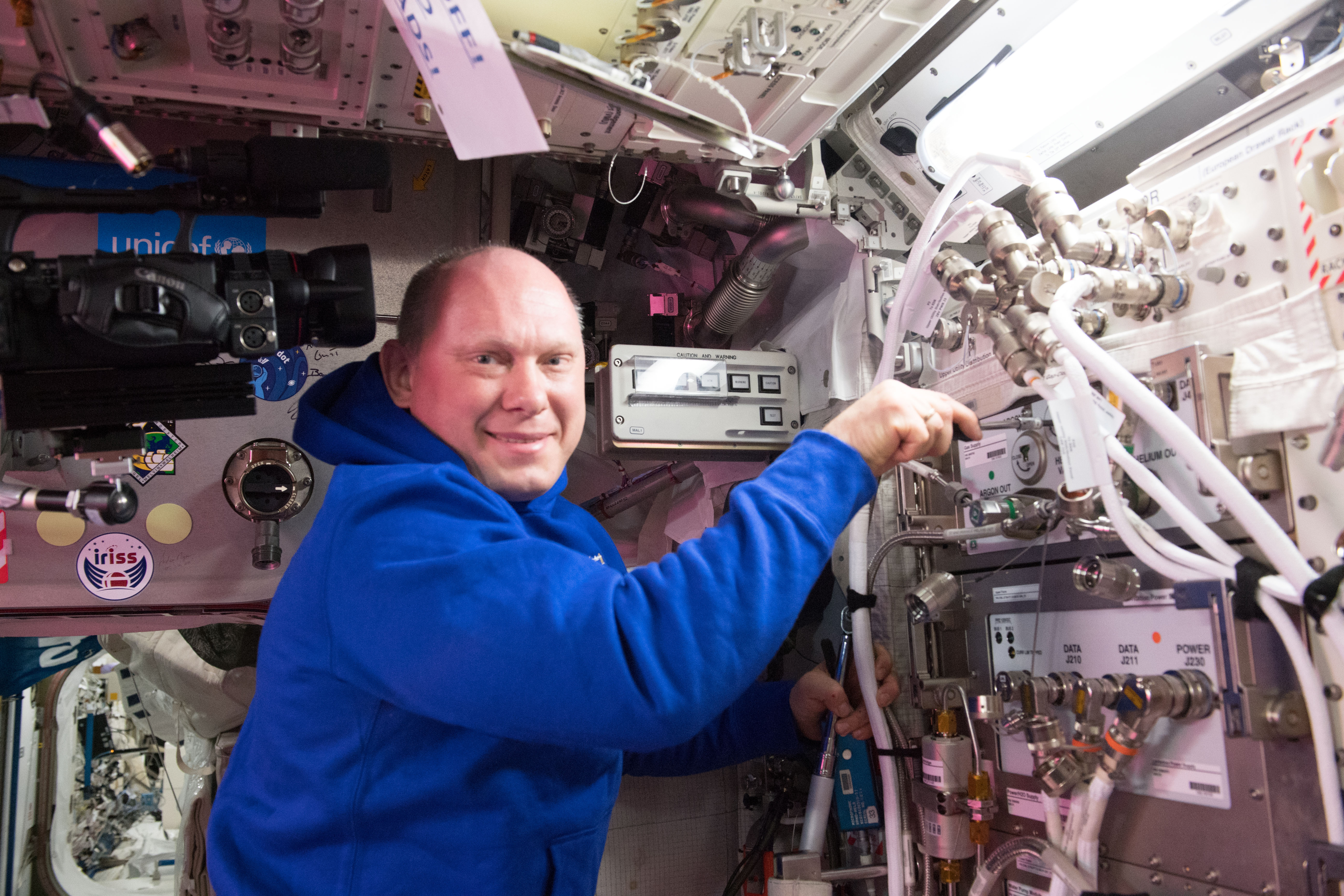
Au travail dans le module européen Columbus lors de l'expédition 55.